# Heisdorf (Luksemburg)
Heisdorf (lb. Heeschdref) – wieś (Uertschaft) w południowym Luksemburgu, w kantonie Luksemburg, w gminie Steinsel. Do 3 października 2015 miejscowość leżała w dystrykcie Luksemburg. Liczy 1830 mieszkańców (1 stycznia 2023). 

## Transport
We wsi znajduje się przystanek kolejowy Heisdorf.